# 二宮裕次
二宮 裕次（にのみや ゆうじ）は、日本の漫画家。愛知県東浦町出身。
専門性の高いスポーツ漫画を主に執筆しており、個性的なキャラクターや劇画調の迫力ある描写を得意とする。

## 作品リスト

### 連載
- LASTMAN（『週刊少年マガジン』2013年27号 - 49号）
- BUNGO -ブンゴ-（『週刊ヤングジャンプ』2015年3号[3] - 2025年4・5合併号[4]）

### 書籍
- 『LASTMAN』、講談社〈少年マガジンコミックス〉2013年 - 2014年、全3巻[5]
- 『BUNGO -ブンゴ-』、集英社〈ヤングジャンプ・コミックス〉2015年 - 2025年、全41巻[6]

## 関連人物
綾峰欄人
アシスタント先。
瀬尾公治
アシスタント先。
棚橋なもしろ
アシスタント先。
みかわ絵子
瀬尾公治の元でのアシスタント仲間。二宮が連載を持った際はアシスタントも務めた。
森川ジョージ
棚橋のアシスタント時代に接点を持ち、漫画に関する指摘や助言を受ける中で交流が生まれた。